# 克洛德·马丁
克洛德·马丁（法語：Claude Martin，1930年10月10日—2017年12月5日），法国男子赛艇运动员。他曾代表法国参加1952年和1960年夏季奥林匹克运动会赛艇比赛，其中1960年奥运会获得一枚银牌。